# Григоров, Стамен
Стамен Гигов Григоров (27 октября 1878, Студен-Извор — 27 октября 1945, София) — болгарский врач и микробиолог.

## Деятельность
В 1905 Стамен Григоров впервые описывает причину молочнокислой ферментации в йогурте — болгарскую палочку (Lactobacillus delbrueckii subsp. bulgaricus). В 1906 году Григоров публикует результаты своей успешной разработки противотуберкулёзной вакцины. Декабрьское заседание академического медицинского факультета Сорбонны в 1906 году под председательством академика Ж. Лафора единодушно принимает решение о распространении результатов исследований Григорова в специальной брошюре, которая на целых два года опережает открытия БЦЖ. В конце своей жизни Григоров разрабатывает в Италии лучший для своего времени метод для лечения туберкулёза — cura bulgara (болгарское лечение).
В 1905 проф. Масол пишет лауреату Нобелевской премии профессору Илье Мечникову в институт Пастера в Париже:
Мой ассистент, болгарин Стамен Григоров, отличается большой настойчивостью в своей научно-исследовательской работе. …После многочисленных и последовательных опытов в моей лаборатории, он сумел открыть и получить источник болгарского молока. При этом закваска для него была доставлена прямо из Болгарии. Ты работаешь, находя вдохновение в устремлении найти средство, посредством которого было бы возможно продлить человеческую жизнь. Вслед за твоими замечательными «фагоцитами», подумай о болгарском кислом молоке и об этой палочковой бацилле, которую открыл Григоров и которую я лично видел под микроскопом. Может быть, она будет для тебя полезна.
Мечников проявляет большой интерес к открытию молодого славянина и посылает ему приглашение сделать доклад в Институте Пастера. После своего яркого выступления Григоров получает приглашения работать в самых престижных научных и лечебных учреждениях своего времени. Проф. Масол предлагает ему место главного ассистента, а позже и своё место руководителя кафедры. Григорову также был предложен директорский пост Южноамериканского филиала Института Пастера в Сан-Паулу.
В 1907 доктор медицины Г. А. Макаров опубликовывает первое научное подтверждение функциональных свойств Lactobacillus bulgaricus. Илья Мечников повторяет исследования Григорова, чтобы лично убедиться в их правильности. В 1908 году в ежегодном издании французской академии наук опубликована подтверждающая статья Мечникова «Несколько слов для кислого молока». Сам Мечников восхваляет его как источник здоровья и долголетия, непрестанно утверждает его функциональные свойства и до конца жизни употребляет не только йогурт, но и чистые культуры болгарской палочки.
Стамен Григоров отказывается от множества необъятных возможностей для карьеры и исследовательской работы, чтобы стать окружным врачом и начальником больницы в Трыне. Он глубоко и искренне любит свою родину, видит её трудности в начале 20 века и хочет сделать всё, что только сможет, чтобы ускорить её развитие.
В 1912 году Григоров уезжает на Балканскую войну как простой поручик санитарной службы. Немного позже он снова участвует в болгарской армии в Первой мировой войне, уже как майор санитарной службы и начальник военно-полевой больницы Южного фронта. В это время в Петричской области вспыхивает эпидемия холеры. Майор Григоров добровольно принимает на себя ответственность по борьбе с ужасной болезнью. Бесстрашно и самоотверженно рискуя своей жизнью, Григоров останавливает эпидемию и спасает тысячи солдат Южного фронта и граждан Петричской области. За этот подвиг Болгарская армия награждает майора самым высшим знаком военного отличия — «Орденом храбрости», а гражданские власти в лице Болгарского общества Красного креста — золотой медалью «Красный крест».
Несмотря на непрестанную занятость врачебными делами и недостаток исследовательского оборудования, Стамен Григоров не прекращает свою научную работу над проблемой туберкулёза. Пусть и не так быстро, как его коллеги в научных институтах и университетах, он всё дальше и дальше продвигается в раскрытии этиологии и патогенеза туберкулёза. В 1935 году Григоров получает специальное приглашение и с огромным успехом лечит больных туберкулёзом в итальянских санаториях «Ви Альба», «Гарбаняте» и «Оспедале дей бамбини». Его метод, получивший в медицинских кругах известность как cura bulgara, «болгарское лечение», был признан как самый успешный и состоятельный в то время. В 1938 году Григоров докладывает о результатах своей деятельности на научной конференции в Риме. После неё швейцарские власти обращаются к итальянским с просьбой о закупке этого метода, чтобы применять его в швейцарских санаториях.
В который раз Стамен Григоров получает множество приглашений на престижные и высокооплачиваемые научные и руководящие посты в Риме, Швейцарии и Англии, однако возвращается назад на родину, чтобы применить свои знания и умения там.